# Oxyopes dumonti
Oxyopes dumonti là một loài nhện trong họ Oxyopidae.
Loài này thuộc chi Oxyopes. Oxyopes dumonti được miêu tả năm 1863 bởi Vinson.